# Timothé Nkada
Timothé Nkada, né le 20 juillet 1999 à Lille (Nord), est un footballeur français qui joue au poste d'attaquant au Standard de Liège.

## Biographie
Né le 20 juillet 1999 à Lille, au sein d'une famille d'origine camerounaise, Timothé Nkada grandit dans le département du Nord, où il débute la pratique du football. Jusqu’à l’âge de 14 ans, il fait également de l’athlétisme en compétition. 

### En club

#### Stade Rennais FC
En 2014, malgré l’intérêt de clubs tels que Valenciennes et Lille, Timothé Nkada choisit de rejoindre le centre de formation du Stade rennais FC, après avoir été repéré par le club quelques années auparavant’’. 
Lors de la saison 2018-2019, il inscrit 14 buts en National 3 avec l’équipe réserve’. Il évolue notamment aux côtés de joueurs comme Eduardo Camavinga, Sacha Boey et Lilian Brassier. Ses performances lui permettent d’être intégré ponctuellement aux séances d’entraînement dirigées par Julien Stéphan avec l’effectif professionnel. Il figure également à deux reprises sur les feuilles de match en Ligue 1, face à Nîmes le 9 avril 2019 et Monaco le 1er mai 2019, sans toutefois entrer en jeu’’.
À l'été 2019, malgré une saison réussie avec la réserve, il ne se voit pas proposer de contrat professionnel par le club rennais à l’issue de son contrat stagiaire.

#### Stade de Reims
Le 8 août 2019, Timothé Nkada s'engage avec le Stade de Reims pour une durée de quatre ans’. 
Le  1er septembre 2019, il fait ses débuts professionnels en Ligue 1, lors de la réception du LOSC Lille, remplaçant Boulaye Dia à la 79e minute (victoire, 2-0)’. 

#### Prêt à l'Aalborg BK
Le 4 août 2020, Timothé Nkada est prêté pour une saison par le Stade de Reims au club danois de l'Aalborg BK afin d'obtenir davantage de temps de jeu’. 
En début de saison, il effectue quelques apparitions avant de ne plus être retenu dans le groupe par le nouvel entraîneur Martí Cifuentes à partir de la mi-février’. Au cours de son passage au Danemark, il dispute finalement que 13 rencontres toutes compétitions confondues, dont une seule en tant que titulaire lors du huitième de finale de la Coupe du Danemark contre le B 93 Copenhague, le 8 décembre 2020 (défaite, 1-0)’. 
Le 2 mai 2021, son prêt à l'Aalborg BK est finalement écourté. Il est rappelé par Reims.

#### Prêt à l'US Orléans
Le 28 juin 2021, Timothé Nkada est prêté pour une durée d'un an à l'US Orléans, pensionnaire du championnat de National’’. 
Le 31 décembre 2021, il inscrit un quadruplé lors de la large victoire (10-0) contre Joué-lès-Tours, club de Régional 1, au sixième tour de la Coupe de France’. Ce sont les seuls buts qu’il marque durant son passage à Orléans. 

#### FC Koper
Le 9 janvier 2023, Timothé Nkada quitte Reims. Il paraphe un contrat de deux ans avec le FC Koper, club de première division slovène, à la suite d’un essai concluant au cours duquel il participe à un match amical contre la réserve du NK Osijek (4-4), où il est impliqué sur trois buts’’.
Lors de la seconde moitié de la saison 2022-2023, il prend part à 12 rencontres sans inscrire de but. 
Le 22 juillet 2023, Timothé Nkada inscrit son premier but officiel avec le FC Koper, lors de la 1ère journée du championnat, face au champion slovène en titre, le NK Olimpija Ljubljana (victoire, 2-1)’. Lors de l’exercice 2023-2024, il réalise sa première saison complète en professionnel, au cours duquel il marque onze buts et délivre deux passes décisives en 31 matchs toutes compétitions confondues’. 
À l’été 2024, il prolonge son contrat de six mois avec le FC Koper, le liant au club jusqu’à la fin de la saison 2024-2025’.  

#### Rodez AF
Le 19 août 2024, Timothé Nkada revient en France et s’engage jusqu’en 2027 avec le Rodez AF, club évoluant en Ligue 2’. Il s’impose rapidement comme une pièce maîtresse au sein de l’effectif,.
Lors de la saison 2024-2025, il termine deuxième meilleur buteur de Ligue 2 avec 17 réalisations, derrière Eli Junior Kroupi (22 buts) du FC Lorient. En reconnaissance de ses performances sous les couleurs ruthénoises, il est nommé le 11 mai 2025 dans l’équipe-type de la saison de Ligue 2 aux Trophées UNFP’’.

#### Standard de Liège
Suite à ses bonnes prestations de la saison précédente, il obtient le 7 août 2025 un transfert au Standard de Liège, en division 1 belge, l'engageant pour trois saisons chez les Rouches. Il fait sa première apparition avec le Standard trois jours plus tard en entrant au jeu à Sclessin contre le KRC Genk, remplaçant Thomas Henry (victoire 2-1).

### En sélection nationale

#### Sélections jeunes
En juillet 2017, Timothé Nkada est sélectionné par Bernard Diomède pour disputer avec l’équipe de France des moins de 19 ans les Jeux de la Francophonie, organisés en Côte d’Ivoire. Durant la compétition, au cours de laquelle la France est éliminée dès la phase de groupes, il prend part à deux rencontres et inscrit un but contre l’équipe U19 de la République démocratique du Congo’.
En octobre 2019, il est de nouveau convoqué par Bernard Diomède pour participer à des matchs amicaux avec l’équipe de France des moins de 20 ans. Le 12 octobre, il honore sa seule sélection dans cette catégorie en étant titularisé face à la Suède avant d’être remplacé par Lenny Pintor à la 80e minute’.

#### Équipe du Cameroun
En 2025, Timothé Nkada déclare à de nombreuses reprises que la sélection nationale du Cameroun est « un objectif » pour lui’.

## Statistiques détaillées
| Saison                | Club                  | Championnat           | Championnat | Championnat | Championnat | Coupe(s) nationale(s) | Coupe(s) nationale(s) | Coupe(s) nationale(s) | Total | Total | Total |
| Saison                | Club                  | Division              | M.          | B.          | P.d.        | M.                    | B.                    | P.d.                  | M.    | B.    | P.d.  |
| 2019-2020             | Stade de Reims        | Ligue 1               | 8           | 0           | 0           | -                     | -                     | -                     | 8     | 0     | 0     |
| 2020-2021             | Aalborg BK (prêt)     | 3F Superliga          | 11          | 0           | 0           | 2                     | 0                     | 0                     | 13    | 0     | 0     |
| 2021-2022             | US Orléans (prêt)     | National 1            | 13          | 0           | 0           | 3                     | 4                     | 1                     | 16    | 4     | 1     |
| 2022-2023             | Stade de Reims        | Ligue 1               | -           | -           | -           | -                     | -                     | -                     | 0     | 0     | 0     |
| Sous-total            | Sous-total            | Sous-total            | 32          | 0           | 0           | 5                     | 4                     | 1                     | 37    | 4     | 1     |
| 2022-2023             | FC Kober              | PrvaLiga              | 11          | 0           | 1           | 1                     | 0                     | 0                     | 12    | 0     | 1     |
| 2023-2024             | FC Kober              | PrvaLiga              | 28          | 9           | 2           | 3                     | 2                     | 0                     | 31    | 11    | 2     |
| 2024-2025             | FC Kober              | PrvaLiga              | 3           | 0           | 0           | -                     | -                     | -                     | 3     | 0     | 0     |
| Sous-total            | Sous-total            | Sous-total            | 42          | 9           | 3           | 4                     | 2                     | 0                     | 46    | 11    | 3     |
| 2024-2025             | Rodez AF              | Ligue 2               | 31          | 17          | 5           | 1                     | 0                     | 0                     | 32    | 17    | 5     |
| Total sur la carrière | Total sur la carrière | Total sur la carrière | 105         | 26          | 8           | 10                    | 6                     | 1                     | 115   | 32    | 9     |

## Palmarès

### Distinctions personnelles
- Nommé dans l'équipe-type de Ligue 2 aux Trophées UNFP du football 2025[40]’[41]’[42]

## Vie privée
Lors de son passage au Stade rennais, il obtient un baccalauréat ES puis un BTS en gestion des unités commerciales avec une spécialisation en création d’entreprises. En 2019, il lance, avec deux associés, une marque de vêtements nommée HDV, acronyme de « hygiène de vie »’.
En plus de la mode, il s'intéresse aussi à la NBA. Lors de son passage à Rodez, il célèbre certains de ses buts par le geste « too small », en référence à Kevin Durant’.